# Kevin Pangos
Kevin Joseph Pangos (* 26. Januar 1993 in Denison) ist ein kanadischer Basketballspieler.

## Laufbahn
Pangos spielte als Jugendlicher Basketball an der Denison Secondary School im Ort East Gwillimbury, nördlich von Toronto. Sein Vater Bill war 29 Jahre lang Trainer der Basketball-Damen an der York University. Kevins Mutter spielte Basketball an der McMaster University, seine Schwester Kayla spielte unter Vater Bill als Trainer an der York University.
Von 2011 bis 2015 gehörte Pangos zur Hochschulmannschaft der Gonzaga University im US-Bundesstaat Washington. In 140 seiner insgesamt 142 Einsätze für Gonzaga stand der Spielmacher in der Anfangsaufstellung, er verbuchte im Durchschnitt 12,8 Punkte und 2,8 Rebounds, während er je Begegnung statistisch gesehen 3,8 Korberfolge seiner Mitspieler vorbereitete. In der ewigen Gonzaga-Bestenliste lag Pangos bei den erzielten Punkten (1824) auf dem fünften Rang, bei Ballgewinnen (177) auf dem zweiten sowie bei Korbvorlagen auf dem fünften Platz, als er die Hochschulmannschaft 2015 verließ. Mit 322 getroffenen Dreipunktwürfe stellte er eine Hochschulbestmarke auf.
Beim Draftverfahren der NBA blieb der Kanadier im Jahr 2015 unberücksichtigt, er wechselte in die spanische Liga ACB und verbrachte bei der Mannschaft CB Gran Canaria sein erstes Jahr als Berufsbasketballspieler. Er wurde mit Gran Canaria spanischer Vizepokalsieger und wechselte in der Sommerpause 2016 zur litauischen Spitzenmannschaft Žalgiris Kaunas. Mit Kaunas gewann er 2017 und 2018 jeweils die Landesmeisterschaft sowie den litauischen Pokalwettbewerb und spielte zudem in der EuroLeague. Insbesondere im Spieljahr 2017/18 machte er in dem europäischen Vereinswettbewerb mit guten statistischen Werten auf sich aufmerksam, als er im Schnitt 12,7 Punkte erzielte, 75 seiner 158 Dreipunktwürfe traf (Erfolgsquote: 47,5 Prozent) und je Begegnung 5,9 Korberfolge seiner Mannschaftskameraden vorbereitete.
Im Vorfeld der Saison 2018/19 wechselte der Kanadier zum FC Barcelona. In seinem ersten Jahr in Barcelona gewann er mit der Mannschaft den spanischen Pokal und wurde Vizemeister. In der Saison 2019/20 wurde er mit Barcelona wiederum spanischer Vizemeister, bestritt aber in der Liga nur ein Saisonspiel, da er unter einer Fußverletzung litt.
Im Sommer 2020 wechselte er zu Zenit St. Petersburg. Anschließend kehrte er nach Nordamerika zurück und wurde Spieler der NBA-Mannschaft Cleveland Cavaliers. Er bestritt 24 Einsätze für Cleveland (1,6 Punkte/Spiel), am 19. Februar 2022 kam es zur Trennung, vier Tage später unterschrieb Pangos bei ZSKA Moskau. Aufgrund des einen Tag später begonnenen russischen Überfalls auf die Ukraine entschied der Kanadier, nicht für ZSKA zu spielen.
Ende Juli 2022 wurde Pangos von Olimpia Mailand verpflichtet. 2023 wurde er italienischer Meister. Ende Dezember 2023 wechselte er zum Valencia Basket Club in die spanische Liga ACB. Im Sommer 2024 wurde der Kanadier von Napoli Basket verpflichtet.

### Nationalmannschaft
Pangos errang mit Kanada bei der U17-Weltmeisterschaft 2010 die Bronzemedaille und wurde unter die fünf besten Spieler des Turniers gewählt. Er war ebenfalls ein Leistungsträger der kanadischen Auswahl bei der U19-WM 2011. 2014 wurde er erstmals zu einem Trainingslager von Kanadas Herrennationalmannschaft eingeladen.